# Orontobates de Mèdia
Orontobates (en grec antic Οροντοβάτης) era un noble mede a qui Antígon el Borni va nomenar sàtrapa de Mèdia.
No gaire temps després de prendre possessió del govern de la satrapia va ser atacat per forces militars d'Èumenes de Càrdia i per Pitó, però va aconseguir rebutjar els atacants. No se sap per quant de temps va tenir aquest càrrec. En parla Diodor de Sicília.